# Condado de Iowa (Wisconsin)
O Condado de Iowa é um dos 72 condados do Estado americano do Wisconsin. A sede do condado é Dodgeville, e sua maior cidade é Dodgeville. O condado tem uma área de 1 989 km² (dos quais 14 km² estão cobertos por água), uma população de 22 780 habitantes, e uma densidade populacional de 12 hab/km² (segundo o censo nacional de 2000). O condado foi fundado em 1829.